# Landolfo Maramaldo
Landolfo Maramaldo (zm. 16 października 1415 w Konstancji) – włoski kardynał okresu wielkiej schizmy zachodniej, reprezentujący najpierw rzymską, a potem pizańską obediencję.
Pochodził prawdopodobnie z Neapolu. W 1378 roku papież Urban VI wyznaczył go swoim następcą na stanowisku arcybiskupa Bari. Nie mógł objąć archidiecezji, gdyż królowa Joanna I Neapolitańska poparła antypapieża Klemensa VII. Urban VI w 1381 mianował go kardynałem diakonem San Nicola in Carcere Tulliano. Brutalność Urbana spowodowała jednak, że wkrótce przeszedł do opozycji wobec niego i w rezultacie został pozbawiony godności kardynalskiej (ok. 1387) i schronił się w Neapolu. W grudniu 1389 następca Urbana Bonifacy IX zrehabilitował go i przywrócił mu wszystkie godności. W 1393 służył jako legat papieski we Florencji. Uczestniczył w konklawe 1404. Legat w Perugii (1405–1407). W 1408 przyłączył się do organizatorów Soboru Pizańskiego, mającego na celu zakończenie schizmy poprzez depozycję obu rywalizujących papieży. Był legatem soborowym w Niemczech na przełomie 1408/1409; uzyskał poparcie elektorów Moguncji i Kolonii dla Soboru. Uczestniczył w konklawe 1409 i konklawe 1410. Legat antypapieża Jana XXIII w Hiszpanii w 1410, gdzie bezskutecznie próbował uzyskać abdykację awiniońskiego antypapieża Benedykta XIII. W 1413 został zakładnikiem w Neapolu po podpisaniu porozumienia między Janem XXIII i królem Władysławem Neapolitańskim. Pozostał w Neapolu aż do uwolnienia go przez królową Joannę II. Następnie udał się na Sobór w Konstancji. Zmarł w trakcie jego obrad.